# Rumex pulcher
Rumex pulcher L., 1753, comunemente nota come romice cavolaccio, è una pianta perenne della famiglia delle Poligonacee.

## Etimologia
Rumex era il nome dato da Plinio all'acetosa, mentre pulcher significa "bello" in latino.

## Descrizione
Rumex pulcher è una pianta erbacea perenne che cresce fino a un'altezza di 70 cm. Le foglie sono papillose di forma ovata o oblunga e con due lobi simmetrici nel mezzo.. Le foglie di questa pianta possono crescere fino a 15 cm di lunghezza e 3–5 cm di larghezza. Fiorisce tra la primavera e l'estate, producendo un'infiorescenza racemosa. I semi sono degli acheni di colore variabile dal rosso scuro al nero.

## Distribuzione e habitat
Nativa del bacino del Mediterraneo è diffusa anche in Giappone, Australia, Nuova Zelanda, Sudafrica, Sudamerica e Stati Uniti. Cresce su prati, terreni incolti, bordi stradali e argini dei fiumi, fino a 1500 m di altitudine.